# 青苔 (電視電影)
《青苔》（英語：Where The Sun Don't Shine），2018年公視人生劇展，由藍葦華、許乃涵、盧以恩領銜主演。公視+於2018年4月21日上架、公視主頻於2018年4月22日上檔。

## 播出時間

### 首播
| 頻道     | 所在地 | 首播日期      | 播放時間         |
| -------- | ------ | ------------- | ---------------- |
| 公視+    | 臺灣   | 2018年4月21日 |                  |
| 公視主頻 | 臺灣   | 2018年4月22日 | 週日22:00－23:30 |

## 劇情大綱
內容描述更生人在重新融入社會和努力恢復家庭關係時所面臨的困境。
當監獄的大門重新開啟時，阿東（藍葦華飾）呼吸到了自由的空氣。但他的時光記憶還留在12年前，當時他有個年輕的老婆和小女兒，在一時衝動殺了人後，所有一切已人事全非。
阿東試圖想找回他生命的軌道重新開始，但事情卻不能盡如他意，老婆以蘭（許乃涵飾）成為檳榔西施，她與工地監工阿邦（隆宸翰飾）有著牽扯不清的婚外情；當年三歲的小女兒可庭（盧以恩飾）已是15歲的高中生，小時候因為爸爸是殺人兇手的事情遭到霸凌，從此不再提及父親，與阿東關係生疏冷淡。
阿東面對出獄後格格不入的生活、工作上的困境及家庭的分崩離析，他常覺得自己在另一個牢籠裡，出獄是帶給這家人新的重生，還是只是陷入另一個循環而已?

## 演員列表

### 主要演員
| 演員   | 角色   | 介紹                         |
| 藍葦華 | 謝承東 | 相隔十二年重獲自由的更生人。 |
| 許乃涵 | 徐以蘭 |                              |
| 盧以恩 | 謝可庭 |                              |

### 其他演員
| 演員   | 角色   | 介紹 |
| 隆宸翰 | 李彥邦 |      |
| 潘親御 | 明揚   |      |
| 李知安 | 小瑜   |      |

## 獎項紀錄
| 年份   | 頒獎典禮     | 獎項                           | 入圍者 | 角色   | 得獎 |
| ------ | ------------ | ------------------------------ | ------ | ------ | ---- |
| 2018年 | 第53屆金鐘獎 | 電視電影獎                     | 青苔   | 不適用 | 獲獎 |
| 2018年 | 第53屆金鐘獎 | 金鐘獎迷你劇集／電視電影導演獎 | 蘇奕瑄 | 不適用 | 提名 |
| 2018年 | 第53屆金鐘獎 | 金鐘獎迷你劇集／電視電影編劇獎 | 蘇奕瑄 | 不適用 | 提名 |
| 2018年 | 第53屆金鐘獎 | 迷你劇集(電視電影)男主角獎     | 藍葦華 | 謝承東 | 獲獎 |
| 2018年 | 第53屆金鐘獎 | 迷你劇集(電視電影)女配角獎     | 盧以恩 | 謝可庭 | 提名 |
| 2018年 | 第53屆金鐘獎 | 迷你劇集(電視電影)新進演員獎   | 盧以恩 | 謝可庭 | 獲獎 |

## 外部連結
- 公視人生劇展的Facebook專頁
- 青苔的Facebook專頁

| 公視主頻 週日22:00－23:30 | 公視主頻 週日22:00－23:30        | 公視主頻 週日22:00－23:30 |
| ------------------------- | -------------------------------- | ------------------------- |
|                           | 青苔 （2018年4月22日）           |                           |
| －                        | 紅鼻子與小女孩 （2017年4月29日） |                           |